# Traité de Viterbe (1515)
Le traité de Viterbe, signé le 13 octobre 1515 entre le roi de France François Ier et le pape Léon X, est un traité par lequel Léon X renonce à Parme et à Plaisance, et reconnaît à François son titre de duc de Milan. En contrepartie, le roi s'engage à protéger l'État pontifical.